# François Mitterrand
François Maurice Adrien Marie Mitterrand  pronúncia (?·pàg.) (Jarnac, França, 26 d'octubre de 1916 - París, 8 de gener de 1996) fou un polític francès que va esdevenir el 21è president de la República francesa i copríncep d'Andorra entre 1981 i 1995, en el mandat més longeu de la història de la República francesa.

## Biografia
Va néixer el 26 d'octubre de 1916 a la ciutat de Jarnac, població situada al departament francès de Charente, en una família catòlica. El seu pare era agent d'una companyia del ferrocarril, més tard fabricant de vinagre i que arribà a ser president de la federació de sindicats de fabricants d'aquest líquid.
Entre 1925 i 1934 realitzà els seus estudis secundaris al Collège Saint-Paul d'Angulema, on s'integrà en la Joventut Estudiantil Cristiana. Entre 1934 i 1937 estudià ciències polítiques a l'Escola lliure de Ciències polítques, on es diplomà el juliol de 1937.

## Inicis polítics

### Relacions amb l'extrema dreta
A partir de 1934 milita en moviments nacionalistes propers a Charles Maurras. Entre el 1935 i 1936 milità durant prop d'un any en el grup Volontaires nationaux ("Voluntaris nacionals") de François de la Rocque. Va participar en les manifestacions contra l'anomenada "invasió de rodamóns" al febrer de 1935 i més endavant també va participar en les manifestacions contra el professor de Dret Gaston Jèze, després del seu nomenament com a conseller jurídic del Negus d'Etiòpia, el gener de 1936. Escriu articles en periòdics de dretes com L'Écho de Paris de Henri de Kerillis, proper al Partit Social Francès de caràcter feixista. Són articles de literatura, però també sobre la societat contemporània i la política El 1938 coneix al jueu i socialista Georges Dayan, al que salva d'agressions antisemites perpetrades per Acció Francesa, i amb el qual estableix una gran amistat.

### Règim de Vichy i Resistència
Després de realitzar el servei militar a la infanteria colonial, al setembre de 1939, és enviat a la línia Maginot, prop de Montmédy, amb el grau de sergent major i amb l'objectiu d'observar els moviments de les tropes alemanyes després de la invasió de Polònia pels alemanys, i el consegüent esclat de la Segona Guerra Mundial. El 14 de juny de 1940 el sergent Mitterrand és fet presoner per l'exèrcit alemany. Després de 18 mesos reclòs en els stalags i dos intents frustrats, s'escapa al desembre i retorna a França.
En els anys següents treballa a la "Legió francesa de combatents i voluntaris de la revolució nacional" com a soldat contractat, i des de juny en el "Comissariat per la reclasificació de presoners de guerra", on ajudarà als fugitius a obtenir documentació falsa, càrrec del qual dimitirà al cap de sis mesos. Durant l'estiu de 1942 participà en reunions al castell de Montmaur en les quals s'assenten les bases de la seva xarxa de Resistència.
El 15 d'octubre és rebut pel Mariscal Pétain, al costat de diversos responsables del Comitè d'ajuda mútua als presoners repatriats, i a la primavera de 1943 és condecorat pel govern col·laboracionista de Vichy. Poc després, acorralat per la Gestapo, el Sicherheitsdienst i la Milícia Francesa passa a la clandestinitat. Viatja a Londres i Alger, on contacta amb els generals Charles de Gaulle i Giraud. Posteriorment el febrer de 1944 dirigeix a França el "Moviment Nacional de presoners de guerra i deportats", que unifica totes les xarxes de resistència dels presoners de guerra. Participa en l'alliberament de París al juny del mateix any, apoderant-se de la seu del "Comissariat General pels presoners de guerra". A l'octubre de 1944 organitza al costat de Jacques Foccart l'operació Viacarage l'objectiu de la qual és alliberar els camps de presoners i de concentració.

## Quarta República
El 10 de novembre de 1946 és escollit diputat pel departament de Nièvre, sota una etiqueta centrista, i només gradualment aniria evolucionant cap a l'esquerra. El maig de 1948 forma part dels 800 delegats, entre els quals destaquen Konrad Adenauer, Winston Churchill, Harold Macmillan, Paul-Henri Spaak, Albert Coppé o Altiero Spinelli, que participen en el Congrés de la Haia, origen del Moviment europeu, al qual s'adhereix.
Entre 1947 i 1957 va ocupar múltiples càrrecs en les canviants combinacions ministerials de la Quarta República: secretari d'Estat per als ex-combatents, secretari d'Estat d'Informació, sotssecretari de la Presidència, ministre de les Colònies, ministre d'Estat, ministre delegat en el Consell d'Europa, ministre de l'Interior i ministre de Justícia. El seu balanç d'aquest període inclou una ardent defensa del colonialisme i de la repressió dels nacionalistes algerians. Però el seu lideratge entre els antics combatents i presoners de guerra, fou president de la "Unió Democràtica i Socialista de la Resistència" entre 1953 i 1958, li va atraure les simpaties de molts progressistes.

## Cinquena República

D'esquerra a dreta: Pierre Trudeau, Gaston Thorn, Helmut Kohl, François Mitterrand, Ronald Reagan, Yasuhiro Nakasone, Margaret Thatcher i Amintore Fanfani en la reunió del G7 realitzada a Williamsburg, (EUA)

Opositor acèrrim a Charles de Gaulle, el setembre de 1958 demana el «no» en el referèndum sobre la Constitució de la Cinquena República, que no obstant això és aprovada amb una àmplia majoria. Promulgada el 4 d'octubre de 1958, Mitterrand titlla al General De Gaulle de "nou dictador" i posteriorment perd les eleccions legislatives del 30 de novembre de 1958.
Al març de 1959 és escollit alcalde de Château-Chinon, càrrec que exercirà fins al maig de 1981, i un mes després senador pel departament de Nièvre. S'inscriu en el grup parlamentari de la Gauche démocratique ("Esquerra Democràtica"). A l'octubre d'aquell any es produeix l'Atemptat de l'Observatori, que acaba amb la inculpació de Mitterrand per ultratge a la magistratura. La llei d'amnistia de 1966 finalitzarà aquest procediment, recuperant el 25 de novembre de 1962 el seu escó de diputat per Nièvre però abandonant el Senat.
El 1964 es converteix en president del Consell General de Nièvre. Encapçala la "Convenció d'Institucions Republicanes" (CIR) i publica "El Cop d'estat permanent", que reforça la seva postura d'opositor a de Gaulle. A pesar de ser el representant del CIR, que és una formació petita, el 1965 aconsegueix ser l'únic candidat de l'esquerra en les eleccions presidencials. Obté una inesperada segona posició, amb uns deu milions de vots, tants com el candidat centrista Jean Lecanuet (15% de vots). Per a la segona volta, Mitterrand rep el suport no només de tota l'esquerra, sinó també del centrista Jean Monnet, del conservador moderat Paul Reynaud i de part de l'extrema dreta (Organisation de l'Armée Secrète, OAS). A la segona volta, amb un 55% dels vots, De Gaulle derrota Mitterrand, que obté un 45%.
Una nova victòria del gaullista Georges Pompidou en les eleccions de 1969, en les quals els socialistes només van obtenir un 5% de vots, va donar l'impuls definitiu al procés d'unitat del socialisme francès, en el qual Mitterrand tingué un paper protagonista, convertint-se en el primer secretari de l'acabat de crear Partit Socialista el mateix dia que va ingressar en les seves files (1971). Després de signar un acord programàtic amb els comunistes l'any 1972, Mitterrand va fracassar de nou com candidat de l'esquerra unida en les eleccions presidencials de 1974, que van donar el triomf a Valéry Giscard d'Estaing.

## Presidència
El 24 d'abril de 1981, en la primera volta de les eleccions presidencials, Mitterrand se situa just darrere del president sortint amb un 25,85% dels vots enfront del 28% de Valéry Giscard d'Estaing. Jacques Chirac ocupa el tercer lloc amb un 18% dels vots. La nit del 10 de maig Mitterrand és escollit President de la República Francesa amb un 51,8% enfront del 48% de Giscard. El suport de Chirac al president sortint queda molt ambigu: declara que, a títol personal, només pot votar per Giscard, però no fa cap recomanació explícita en aquest sentit als seus votants.

### Primer mandat
Adaptat des del principi a l'alt paper institucional que la Constitució de la Cinquena República preveia per al president, Mitterrand es va convertir en un estadista gelós de la continuïtat constitucional i del protagonisme internacional de França en un estil típicament gaullista. No obstant això, va iniciar el seu mandat amb mesures de gran poder simbòlic per a l'esquerra, com nacionalitzacions, millora de les condicions laborals, abolició de la pena de mort, descentralització administrativa, posant al capdavant del govern a l'històric dirigent obrer Pierre Mauroy.
Estableix un nou estatut per a la Polinèsia Francesa, però es veu obligat a afrontar sagnants disturbis a Nova Caledònia. A més, una operació de la intel·ligència militar contra Greenpeace acaba amb el descobriment de les implicacions del govern en l'atac contra el vaixell Rainbow Warrior, que finalitza amb la mort del fotògraf neerlandès Fernando Pereira i que mina bastant el prestigi internacional de França.
La poc satisfatòria evolució econòmica del país li va fer canviar de rumb en un tret de pragmatisme, passant el govern a Laurent Fabius, representant de l'ala tecnocràtica del partit, que emprendria una política liberal de reconciliació amb els mercats capitalistes. Aquesta rectificació no va aconseguir evitar la derrota dels socialistes en les eleccions legislatives de 1986, que van donar al centredreta la majoria de l'Assemblea. Mitterrand va idear per a aquella ocasió la idea de la "cohabitació", donant pas a l'experiència de cooperació entre un president de la República socialista i un govern conservador, encapçalat en aquella ocasió per Jacques Chirac. Mitterrand va aparèixer així com el baluard de l'Estat del benestar enfront de l'ofensiva neoliberal, la qual cosa li va proporcionar la reelecció en les presidencials de 1988 davant Jacques Chirac. Aquell mateix any fou guardonat amb el Premi Internacional Carlemany, concedit per la ciutat d'Aquisgrà, juntament amb Helmut Kohl pels seus esforços en favor de la unió europea

### Segon mandat
Mitterrand, reelecte en 1988, buscava una majoria clara i estable a l'Assemblea Nacional, on l'oposició conservadora tenia un lleuger avantatge, i va dissoldre l'Assamblea per posar fi a la cohabitació. El partit socialista tornà al poder de la mà de Michel Rocard amb les eleccions legislatives franceses de 1988, el deteriorament de l'economia i les acusacions de corrupció sobre diversos dirigents socialistes provocaren el pitjor resultat en la història del partit en les eleccions legislatives franceses de 1993, en les quals passà de 252 a 70 escons.
Rocard fou substituit per Édith Cresson el 1991 (la primera dona que aconsegueix aquest càrrec) i per Pierre Bérégovoy el 1992. Coneixedor del càncer de pròstata que patia, Mitterrand va voler passar a la Història com el gran impulsor de la unitat europea, en referència a la UE, reforçant la cooperació amb Alemanya, que es va plasmar en el Tractat de Maastricht de 1991 i en el suport francès a la unificació alemanya. No obstant això, la situació econòmica no va evolucionar bé, amb un persistent problema d'atur i continus escàndols polítics i financers.
Les eleccions legislatives de 1993 van donar de nou el triomf a la dreta, obligant a una segona "cohabitació" amb un govern d'Edouard Balladur. Mitterrand, després d'haver encarnat durant 14 anys l'alternança política en el marc de la Constitució de 1958, va preparar el seu comiat del poder deixant que els socialistes s'embardissessin en querelles internes, mentre revelava a l'opinió pública les seves filiacions feixistes de joventut i les fosques amistats mantingudes des de llavors.

## Mort
El 7 de maig de 1995 va observar com el candidat de la dreta Jacques Chirac s'imposava en les eleccions presidencials franceses al candidat improvisat pels socialistes, Lionel Jospin. Mitterrand morí el 8 de gener de 1996 a la ciutat de París.

## Llista de primers ministres
| Primer Ministre de França | des de | a    | Observacions                                       |
| ------------------------- | ------ | ---- | -------------------------------------------------- |
| Pierre Mauroy             | 1981   | 1984 | Primer Cap de Govern socialista de la 5a República |
| Laurent Fabius            | 1984   | 1986 |                                                    |
| Jacques Chirac            | 1986   | 1988 | Primera cohabitació de la Cinquena República       |
| Michel Rocard             | 1988   | 1991 |                                                    |
| Édith Cresson             | 1991   | 1992 | Primera dona en esdevenir Cap de Govern            |
| Pierre Bérégovoy          | 1992   | 1993 |                                                    |
| Edouard Balladur          | 1993   | 1995 | Segona cohabitació                                 |

## Obres de François Mitterrand
- 1939: Pluie amie
- 1940: Premier accord
- 1945: Les Prisonniers de guerre devant la politique
- 1953: Aux frontières de l'Union française
- 1957: Présence française et abandon.
- 1961: La Chine au défi
- 1964: Le Coup d'État permanent, Les débats de notre temps.
- 1969: Ma part de vérité
- 1971: Un socialisme du possible (escrit amb altres autors)
- 1973: La Rose au poing.
- 1974: L'homme les idées.
- 1975: La Paille et le grain.
- 1977: Politique I.
- 1978: L'Abeille et l'Architecte.
- 1980: Ici et maintenant, Converses amb Guy Claisse.
- 1981: Politique II
- 1986: Réflexions sur la politique extérieure de la France. Introducció a 25 discursos (1981-1985).
- 1995: Mémoire à deux voix (amb Elie Wiesel).
- 1996: De l'Allemagne, de la France.
- 1996: Mémoires interrompus (recull d'entrevistes amb Georges-Marc Benamou)
- 1998: Les Forces de l'esprit. Message pour demain

## Honors
Orde Olímpic d'or